# P/2014 C1 (TOTAS)
P/2014 C1 (TOTAS) — одна з короткоперіодичних комет типу Енке. Ця комета була відкрита 1 лютого 2014 року; вона мала 19.3m на час відкриття.